# Gipsjön
Gipsjön är en sjö i Malung-Sälens kommun i Dalarna och ingår i Göta älvs huvudavrinningsområde. Sjön är 14 meter djup, har en yta på 0,744 kvadratkilometer och är belägen 379,1 meter över havet. Sjön avvattnas av vattendraget Årosälven (Uvan). Vid provfiske i augusti 2022 har abborre och gädda fångats i sjön.

## Delavrinningsområde
Gipsjön ingår i det delavrinningsområde (672747-138086) som SMHI kallar för Utloppet av Gipsjön. Medelhöjden är 438 meter över havet och ytan är 10,74 kvadratkilometer. Det finns inga avrinningsområden uppströms utan avrinningsområdet är högsta punkten. Årosälven (Uvan) som avvattnar avrinningsområdet har biflödesordning 2, vilket innebär att vattnet flödar genom totalt 2 vattendrag innan det når havet efter 432 kilometer. Avrinningsområdet består mestadels av skog (67 procent) och sankmarker (18 procent). Avrinningsområdet har 0,82 kvadratkilometer vattenytor vilket ger det en sjöprocent på 7,6 procent.